# Élection présidentielle kazakhe de 2019
L'élection présidentielle kazakhe de 2019 se déroule le 9 juin 2019 au Kazakhstan. L'élection a lieu de manière anticipée dans le contexte de la démission du président Noursoultan Nazarbaïev et de son remplacement par l'ancien président du Sénat, Kassym-Jomart Tokaïev, qui convoque le scrutin un an avant la date prévue.
Le scrutin est jugé largement gagné d'avance pour le président sortant, qui l'emporte dès le premier tour avec un peu plus de 70 % des suffrages et un taux de participation de 77 %. Des résultats sans appel, bien qu'inférieurs à ceux habituels de son prédécesseur.

## Contexte
Le Kazakhstan n'est généralement pas considéré comme une démocratie. Freedom House début 2019 résume ainsi la situation dans le pays : « les élections ne sont ni libres, ni justes et tous les principaux partis font preuve de loyauté politique au président. Les autorités marginalisent systématiquement ou emprisonnent les figures d'opposition réelle. Les médias dominants sont aux mains de l'État ou bien sont la propriété d'hommes d'affaires favorables au gouvernement. La liberté d'expression et de réunion demeure restreinte, et la corruption est endémique ».
Réélu cinq fois président de la République kazakhe, Noursoultan Nazarbaïev est au pouvoir depuis l'indépendance du pays en 1991 lorsqu'il décide le 19 mars 2019 de se retirer au profit de Kassym-Jomart Tokaïev, alors président du Sénat et homme de confiance. La capitale Astana est renommée Noursoultan en son honneur. 
Devenu président de plein exercice, Kassym-Jomart Tokaïev n'est pas contraint à un intérim et peut selon la constitution continuer le mandat de son prédecesseur jusqu'à son terme, prévu pour avril 2020. Le 9 avril 2019, cependant, il déclare la tenue d'une élection présidentielle anticipée afin d'assurer la stabilité du gouvernement. Il annonce sa décision lors d'un discours diffusé sur la chaîne de télévision nationale, au cours duquel il affirme « Afin de garantir un accord social et politique, d’aller de l’avant avec confiance, de résoudre les tâches du développement socio-économique, il est nécessaire de lever toute incertitude ». Le 23 avril, Tokaïev officialise sa candidature. 
L'élection de Tokaïev est jugée gagnée d'avance par la plupart des observateurs internationaux,,, l'opposition demeurant inaudible, malgré une montée des critiques sur internet. Le scrutin est ainsi qualifié d'« élection de façade » et de « farce électorale »,,. 
Tokaïev est notamment moqué sur les réseaux sociaux lors de la campagne en raison de l'utilisation à outrance d’altération par ordinateurs de ses photos officielles, visant à gommer ses rides et son double menton,,.
Le jour de vote, des irrégularités ont lieu et des centaines de manifestants sont arrêtés.

## Mode de scrutin
Le président de la république du Kazakhstan est élu au scrutin uninominal majoritaire à deux tours pour un mandat de cinq ans. Si aucun candidat ne recueille la majorité absolue au premier tour, un second est organisé entre les deux candidats arrivés en tête, et celui recueillant le plus de voix l'emporte.

## Calendrier électoral
| 28 avril | Date limite de dépôt de candidatures |
| 11 mai   | Validation de la liste des candidats |
| 8 juin   | Jour de silence                      |
| 9 juin   | Jour du vote                         |
| 10 juin  | Résultats préliminaires              |
| 12 juin  | Investiture                          |
| 16 juin  | Résultats définitifs                 |

## Candidatures
| Candidat              | Parti Politique                          | Activité                                                                                     | Date de dépôt | Statut     | Date d'inscription |
| --------------------- | ---------------------------------------- | -------------------------------------------------------------------------------------------- | ------------- | ---------- | ------------------ |
| Sadybek Tugel         |                                          | Vice-président de la fédération des sports équestres                                         | 22 avril      | Enregistré | 3 mai              |
| Kassym-Jomart Tokaïev | Nour-Otan                                | Président de la République                                                                   | 23 avril      | Enregistré | 3 mai              |
| Dania Yespayeva       | Ak Jol                                   | Membre du parlement                                                                          | 25 avril      | Enregistré | 4 mai              |
| Amandeldy Taspikhov   |                                          | Président de la fédération des syndicats du Kazakhstan                                       | 25 avril      | Enregistré | 4 mai              |
| Toleutai Rakhimbekov  | Parti social démocrate (en)              | Président du conseil d'administration du Centre national de recherche et d'éducation agraire | 26 avril      | Enregistré | 6 mai              |
| Jambyl Akhmetbekov    | Parti populaire communiste du Kazakhstan | Membre du parlement                                                                          | 26 avril      | Enregistré | 6 mai              |
| Amirjan Kosanov       |                                          | Président du Centre d'initiatives socio-économiques et socio-politiques « Réforme »          | 27 avril      | Enregistré | 6 mai              |
| Talgat Yergaliyev     |                                          |                                                                                              | 27 avril      | Retiré     |                    |
| Zhumatay Aliyev       |                                          |                                                                                              | 28 avril      | Rejeté     |                    |

## Résultats
| Candidats                | Candidats                | Partis                                         | Premier tour | Premier tour |
| Candidats                | Candidats                | Partis                                         | Voix         | %            |
| ------------------------ | ------------------------ | ---------------------------------------------- | ------------ | ------------ |
|                          | Kassym-Jomart Tokaïev    | Nour-Otan                                      | 6 539 715    | 70,96        |
|                          | Amirzhan Kosanov         | Ult Tagdyry                                    | 1 495 401    | 16,23        |
|                          | Daniya Yespaïeva         | Parti de la démocratie « La voie blanche »     | 465 714      | 5,05         |
|                          | Toleutai Rakhimbekov     | Parti patriotique démocrate populaire « Auyl » | 280 451      | 3,04         |
|                          | Amangeldy Taspikhov      | Fédération des syndicats kazakhs               | 182 898      | 1,98         |
|                          | Jambyl Akhmetbekov       | Parti populaire communiste                     | 167 649      | 1,82         |
|                          | Sadybek Tugel            | Uly Dala Kyrandary                             | 84 582       | 0,92         |
|                          |                          |                                                |              |              |
| Votes valides            | Votes valides            | Votes valides                                  | 9 216 410    | 99,38        |
| Votes blancs et nuls     | Votes blancs et nuls     | Votes blancs et nuls                           | 57 700       | 0,62         |
| Total                    | Total                    | Total                                          | 9 274 110    | 100          |
| Abstention               | Abstention               | Abstention                                     | 2 686 254    | 22,46        |
| Inscrits / participation | Inscrits / participation | Inscrits / participation                       | 11 960 364   | 77,54        |

## Analyses et conséquences
Plusieurs centaines de personnes sont arrêtées au terme d'une journée de vote marquée par d'importantes manifestations,.
Le président Kassym-Jomart Tokaïev est réélu sans surprise, bien qu'avec un résultat un peu plus faible que ceux obtenus en moyenne par son prédécesseur, Nazarbaïev, qui devrait conserver dans l’ombre plusieurs fonctions-clés. Amirzhan Kosanov parvient quant à lui a réunir le plus grand résultat jamais obtenu par un opposant lors d'une présidentielle au Kazakhstan, avec plus de 15 % des suffrages. La participation connait cependant un important repli par rapport au précédent scrutin, passant de 95 à 77 %. L'investiture de Tokaïev a lieu le 12 juin.